# درعيات كنسية

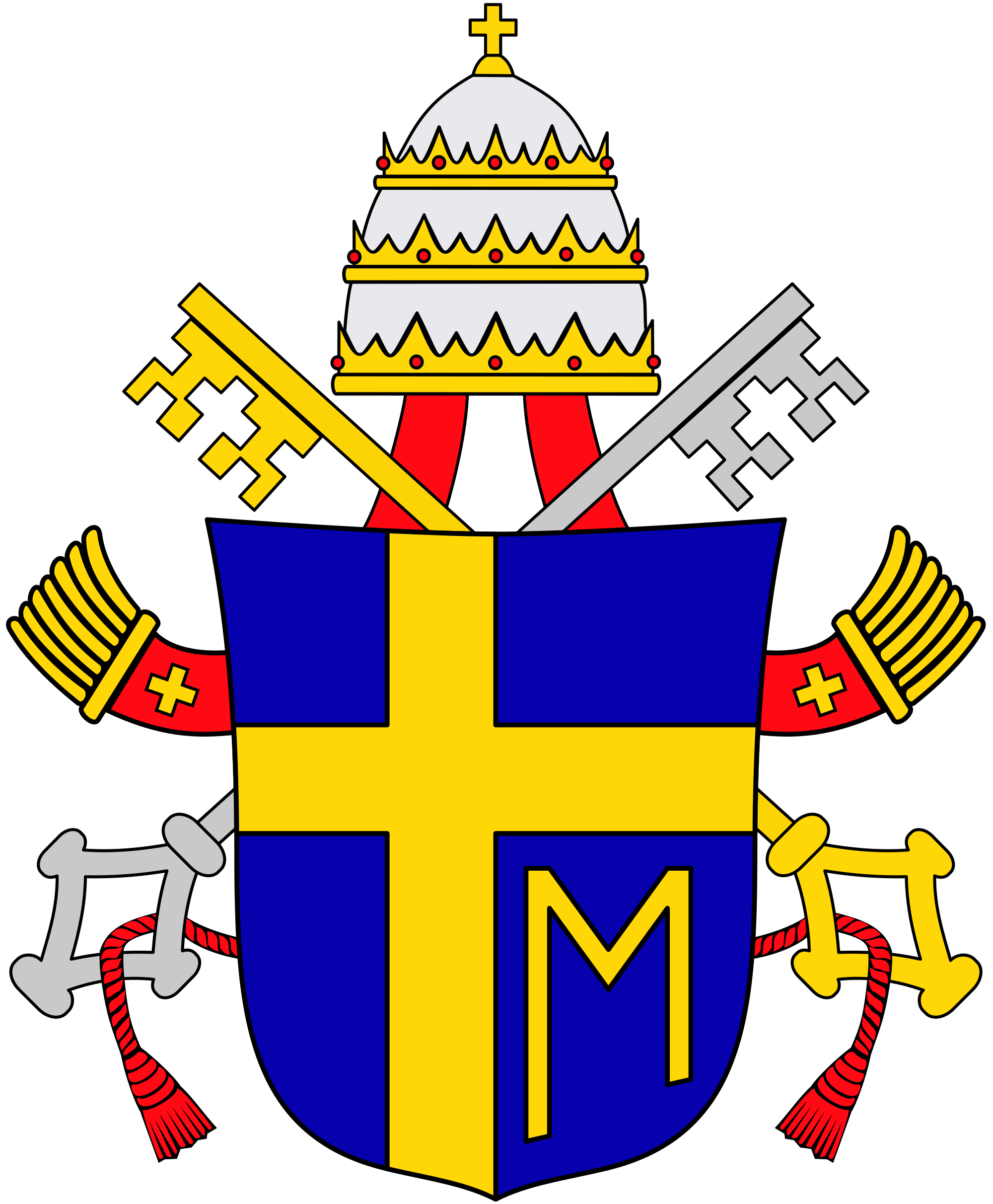

شعارات النبالة الكنسية (بالإنجليزية: Ecclesiastical heraldry)‏ هو عبارة عن تقليد لشعارات النبالة التي وضعها رجال الدين المسيحيين. كانت تستخدم في البداية لتمييز الوثائق بوضع علامات مميزة، ثم تطورت لتعمل كنظام لتحديد الأشخاص والأبرشيات. تعتبر شعارات النبالة الكنسية أكثر رسمية في الكنيسة الكاثوليكية، حيث معظم الأساقفة، بما في ذلك البابا، تكون لديهم معاطف بشعارات خاصة بهم. رجال الدين في الأنجليكية واللوثرية والكاثوليكية الشرقية، والكنائس الأرثوذكسية تبعوا عادات مماثلة لهذا الأمر، كما تفعل المؤسسات مثل المدارس والأبرشيات.